# مارکوس ایسلا
مارکوس ایسلا (انگلیسی: Marcos Isla؛ زادهٔ ۲۴ ژوئیهٔ ۱۹۹۶) بازیکن فوتبال اهل اسپانیا است.
از باشگاه‌هایی که در آن بازی کرده‌است می‌توان به باشگاه فوتبال نومانسیا اشاره کرد.